# يو دبليو سي (لعبة فيديو)
يو دبليو سي هي لعبة فيديو للمصارعة لم تصدر تم تطويرها بواسطة ثينكينغ رابيت في 1988 أو 1989 لنظام نينتندو إنترتينمنت سيستم. تم إعداد اللعبة ليتم نشرها بواسطة سيتا ولكن لم يتم إصدارها مطلقًا، بالإضافة إلى عدم الإعلان عنها رسميًا. في يونيو 2019، تم توفير صورة روم للعبة للتنزيل مجانًا.

## التاريخ
أصبح وجود اللعبة معروفًا في مارس 2019 عندما وضع اليوتيوبر ستيفان ريس، المعروف عبر الإنترنت باسم Archon 1981، يديه على اللعبة بعد أن حصل عليها من موظف سابق في نينتندو. قام ريز بتحميل مقاطع فيديو له وهو يلعب يو دبليو سي على يوتيوب بعد رقمنتها على يد فيديو غايم هيستوري فاوندايشن (VGHF). تم هزيمة اللعبة لأول مرة بواسطة VGHF كما تم تحميل لقطات من اللعب على يوتيوب.

### الإصدار
عرض جامع ألعاب فيديو آخر 10,000 دولار لشراء اللعبة ولكي لا يصدرها ريس، لكن ريس رفض، قائلًا إنه كان يخطط لإطلاق اللعبة عبر الإنترنت «قريبًا». في 9 يونيو، نشر ريز مقطع فيديو على قناته على يوتيوب يعلن فيه أنه تم تحميل الروم وكان متاحًا للتنزيل مجانًا.

## الصلة بمنظمة وورلد تشامبيونشيب ريسلينغ
مع أن اللعبة لا تستخدم اسم ورلد تشامبيونشيب ريسلينغ، إلا أنها تبدو قائمة على منظمة المصارعة هذه. تم استخدام الاسم يونيفيرسال ريسلينغ كوربورايشن، والتي تشكل الأحرف الأولى من اسم اللعبة، في الواقع لفترة قصيرة جدًا بواسطة شركة نظام تيرنر للبث بعد شرائها لمنظمات جيم كروكيت قبل أن يغيروا الاسم إلى دبليو سي دبليو، كما تتكون قائمة اللعبة من نجوم دبليو سي دبليو في أواخر الثمانينات مثل رود ووريورز وميدنايت إكسبريس وريك فلير وستينغ.